# Тихомирова, Ольга Александровна
О́льга Алекса́ндровна Тихоми́рова (6 июля 1923, Лапшино, Краснококшайский кантон, Марийская автономная область — 6 марта 1943, Белоруссия) — советская разведчица, медсестра. Активная участница партизанского движения в Белоруссии в годы Великой Отечественной войны: разведчица и медсестра подразделения разведки 1-й Белорусской партизанской бригады. Член ВЛКСМ.

## Биография
Родилась 6 июля 1923 года в деревне Лапшино (ныне — в черте г. Йошкар-Олы) Марийской автономной области в рабочей семье. Окончила курсы медицинских сестёр. С 1939 года училась на рабфаке МГПИ им. Н. К. Крупской, в 1941 году – в школе пионервожатых. Работала в Люльпанском детском доме ныне Медведевского района Марий Эл, Суслонгерской школе ныне Звениговского района Марий Эл, Республиканской прокуратуре Марийской АССР.
Летом 1942 года добровольцем ушла на фронт.

## Боевой подвиг
Участница Великой Отечественной войны: разведчица и медсестра подразделения разведки 1-й Белорусской партизанской бригады, старшина. В марте 1943 года участвовала в прорыве окружения в районе Шелбовской лесной дачи Суражского района (Белоруссия), заменила раненого командира группы. Впоследствии умерла от тяжёлых ранений. Похоронена в братской могиле близ д. Козловичи Суражского района Витебской области Белоруссии.
13 января 1958 года Указом Президиума Верховного Совета СССР за свой боевой подвиг была посмертно награждена орденом Отечественной войны I степени.

## Память
- С 1958 года её имя носит улица в Йошкар-Оле[2][4].
- Её имя носит Йошкар-Олинская средняя школа № 2, которую окончила О. Тихомирова. На здании школы – мемориальная доска с надписью: «Во 2-й школе с 1936 г. по 1939 г. училась комсомолка-партизанка Тихомирова Ольга Александровна, геройски погибшая в боях за Родину в годы Великой Отечественной войны»[5][6].
- Бюст перед зданием средней школы № 2 г. Йошкар-Олы. Открыт 8 мая 1970 года в честь 25-летия со дня Победы в Великой Отечественной войне, установлен около школы, в которой училась партизанка. Автор — скульптор О. А. Дедов. Является памятником монументального искусства местного значения, охраняется государством[7][8].
- Памяти О. Тихомировой посвящён балет А. Луппова «Прерванный праздник»[9][10].
- Жизни и боевому подвигу О. Тихомировой народный поэт Марийской АССР М. Майн посвятил балладу «Девушка из Лапшино». Также О. Тихомирова вместе с З. Космодемьянской послужила одним из прототипов заглавной героини в трёхактной драме М. Майна «Ануш» (1971)[11][12].

## Награды
- Орден Отечественной войны I степени (13.01.1958)[3][13]